# 連続殺人鬼カエル男
『連続殺人鬼カエル男』（れんぞくさつじんきカエルおとこ）は、中山七里の推理小説。

## 執筆背景
第8回『このミステリーがすごい!』大賞の最終選考に『さよならドビュッシー』と共にダブルエントリーされた作品であるが、今作はがらりとタッチが異なり、サイコスリラーの皮をかぶりつつ心神喪失者の責任能力を無しとする刑法39条の是非を問う異色の社会派ミステリーとなっている。2作が同時に最終選考に残るのは同コンテスト初の快挙である。
著者がこの作品を思いついたのは大阪に赴任していたころで、『魔女は甦る』が第6回『このミステリーがすごい!』大賞の最終選考で落とされた時に選考委員からもらった指摘やそれまでの受賞作の選評を全て読み、選評通りに書けば次は通過するだろうとプロットを立てた。ストーリー上で警察署内の描写が必要だったが、当時は小説書きが趣味のただの会社員だったため取材の申し込みなどできず、曽根崎警察署に入って階段の幅を計り、非常階段の場所を確かめ、上から下までうろうろしてその間に3回も職務質問を受けたという。結局受賞は逃したが、選考委員の評価が高く、読者からも「こっちを読みたい!」という声が続出したため、出版が決定。当初のタイトルは「災厄の季節」であったが、文庫本として発売される際に改題された。帯のコメントは作家の島田荘司が担当した。
本作でメインとなっている古手川と渡瀬は、以降に出版された著者の他の作品でも脇役として度々登場する。また、出版社は異なるものの、同じく2011年に発売された『贖罪の奏鳴曲』とはリンクしている部分が多数あり、2012年に発売された『スタート!』では、「連続殺人鬼カエル男」の原題である「災厄の季節」を映画化するというストーリーが展開される。冒頭で死体を発見する新聞配達員の立花少年は著者の中山自身がモデルであり、自身が新聞配達をしていた時の発想から生まれたシーンである。
2018年5月に続編となる『連続殺人鬼カエル男ふたたび』が刊行されている。

## あらすじ
埼玉県飯能市にあるマンションの13階で、フックでぶら下げられた女性の全裸死体が発見された。そばには
「きょう、かえるをつかまえたよ。」
という一文で始まる、死体の惨たらしさとは対照的な、まるで幼児が書いたかのような稚拙な犯行声明文があり、現着した埼玉県捜査一課の渡瀬と古手川は薄気味悪さをおぼえ、検死を担当した光崎藤次郎や、テレビでも活躍する犯罪心理学の権威・御前崎宗孝はその異常性に言及する。そしてそれからわずか4日後、同じ飯能市内で廃車工場のプレス機に圧し潰された第2の犠牲者が犯行声明文と共に発見されると、マスコミは捕まらぬ犯人を「カエル男」と名付けてセンセーショナルに取り上げ、埼玉県警には2000を超えるタレ込みが寄せられる。その中に名前があり、過去に性犯罪や殺傷事件を起こし、なおかつ飯能市に土地勘がある者からあたっていくと決めた渡瀬と古手川は、4年前に幼女を監禁・絞殺したものの、カナー症候群と診断されて不起訴のまま措置入院し、現在は保護司・有働さゆりの保護観察下にある当真勝雄を訪ねる。当真はさゆりのピアノによる治療を受け、歯科医院で雑用の仕事をしながら穏やかに暮らしていた。調査対象として接しなければならないと思いながらも、さゆりやその息子の真人、そして当真にも好感を抱いていた古手川だったが、初対面からわずか2日後、真人がカエル男の第3の犠牲者となってしまう。怒りに我を忘れそうになる古手川を諫めながら、渡瀬は状況を冷静に見つめ、3つの殺人が全て飯能市内でアイウエオ順に行われていることに気づく。埼玉日報の記者・尾上善二もこれに気づき、事態を詳らかにしてしまうと、市役所、精神患者の収容施設など、ありとあらゆる場所に異常犯罪虞犯者リストを求めた市民が押し寄せ大パニックとなる。しかしカエル男の犯行は止まらず第4の殺人が発生。ついには飯能警察署内で市民による暴動が起こり、渡瀬と古手川も身動きがとれなくなってしまう。当真らの身を案じた古手川はなんとか警察署を抜け出し救助に向かうが、そこでなぜこの4人が殺されたのか、その本当の共通点に辿り着く。

## 登場人物

### 埼玉県警・捜査関係者
古手川 和也（こてがわ かずや）
1年前に埼玉県警捜査一課に配属された若手刑事。大学は出たが国家公務員試験一種は落ちたため、ノンキャリアとしてスタートした。自尊心が高く、功名心は日増しに肥大。早く大きな事件で犯人を検挙して手柄を立て、自分の存在を知らしめたいと思っている。右手の掌に2本並行して横断する傷跡があり、それを左の親指でなぞる癖がある。
さゆりが弾く「ベートーヴェン・ピアノソナタ第八番ハ短調〈悲愴〉」に心打たれる。
渡瀬（わたせ）
捜査一課の警部で班長。古手川の上司。
人を殴ることしか考えていないような人相をしているが、その眼は深く鋭く、誰にも負けない観察眼を持っている。科学捜査と同じように、第一線で働く現場の人間の勘を信じ、頼りにする。班に真っ先にパソコン導入を要求したが、触ったのは最初だけで今や捜査一課の中でシリコンアレルギーの最右翼とまで言われている。多方面に博識で、推理小説をよく読む。
里中（さとなか）
埼玉県警本部長。
昔ながらの気骨を持つ警察官で、嘘や誤魔化しが何より苦手。
栗栖（くりす）
埼玉県警本部課長。
光崎 藤次郎（みつざき とうじろう）
法医学教室の主で監察医。白髪オールバックの老人教授。小柄で端正な顔立ちながら眼だけが猛禽類を思わせるように鋭い。歩くのは遅いのに仕事は早い。解剖をしながら平気で食事ができる。

### その他
荒尾 礼子（あらお れいこ）
第1の被害者。マンション「スカイステージ滝見」の13階で、口にフックをかけられ全裸死体の状態で吊るされていた。ツクダ事務機器販売の従業員。26歳。実家は長野にあり、就職するために埼玉に出てきていた。子供好き。
立花 志郎（たちばな しろう）
新聞配達員。高校生。第1の被害者・荒尾礼子の死体の第一発見者。
辻巻（つじまき）
マンション「スカイステージ滝見」の1棟と2棟を担当する管理人。常駐ではなく月・水・金の隔週勤務。ネズミのように貧相な瓜実顔をしている。
斉藤 勤（さいとう つとむ）
ツクダ事務器販売の営業マンで、荒尾礼子の上司。生え際の後退した50代の男。
桂木 禎一（かつらぎ さだかず）
良く言えば慎重、悪く言えば臆病な草食動物を思わせる人物。コンピューターソフトの会社で働いている。1年前から荒尾と恋人関係にあった。石川県金沢市出身。
指宿 仙吉（いぶすき せんきち）
第2の被害者。廃車プレス機で圧縮された惨たらしい状態で発見された。72歳。飯能市鎌谷町在住。元中学の校長で、退職してからは町内の自治会長をつとめていた。
息子夫婦、そして20代の孫娘・梢と同居していた。
李 明順（り めいじゅん）
廃車工場で働く中国人。いつも通り廃車プレス機を作動させ、第2の被害者・指宿の死体を発見した。
御前崎 宗孝（おまえざき むねたか）
精神科医。城北大学名誉教授で犯罪心理学の権威。
ワイドショーにも多数出演するマスコミの御用学者でもあるが、渡瀬曰く”実践派”。
以前は府中刑務所の医官を務め、犯罪を犯した者達と毎日対峙していた。彼の教え子で精神科医になったものも多い。
3年前、一人娘と孫を17歳の少年に殺された過去をもつ。
短髪で白髪、目元が柔和。70歳だが矍鑠としていて、老人らしさはまるでない。
尾上 善二（おのうえ ぜんじ）
埼玉日報社会部記者。背丈は古手川の肩ほど。その短躯でどんな隙間にも侵入し、よく走りよく喋り逃げ足も速いその様子から、〈ネズミ〉という綽名をつけられている。いつも皮肉な笑みを貼りつけ、押しが強くて鼻が利き、どこよりも早くスクープをものにする。
当真 勝男（とうま かつお）
18歳。4年前、幼女を監禁・絞殺したがカナー症候群と診断されたため、不起訴のまま措置入院。その後再犯の可能性無しとされ、家庭裁判所により保護観察が決定された。「カエル男」の容疑者としてリストアップされる。やや肥満体型。歯科医院で雑用の仕事をしている。
有働 さゆり（うどう さゆり）
35歳。飯能市佐合町在住。当真勝男の担当保護司で、自宅でピアノ教室を開いている。小柄で幾分丸顔、目鼻立ちがはっきりしていて美人というよりは可愛い部類。元夫は2年前に女を作って出て行き今は新しい家庭を築いているため、現在は息子である真人と2人暮らし。
府中の少年院に収容されていた過去があり、その時矯正スタッフのリーダーだった御前崎にカウンセリングの傍らピアノを習った。当真も同じく御前崎が担当していた繋がりで、御前崎から当真の保護司をするよう指名された。
有働 真人（うどう まさと）
さゆりの息子。小学校3年生。同級生にいじめられている。「ショパン練習曲第三番ホ長調〈別れの曲〉」が好き。
「カエル男」の第3の被害者となってしまう。
市ノ瀬（いちのせ）
真人をいじめていた少年のうちの1人。父親は自衛官。
倉石（くらいし）
警察官になって30年以上のベテラン巡査。通報を受け、有働真人の死体を最初に確認した。
衛藤 和義（えとう かずよし）
第4の被害者。死体は正田町の河川敷で燃やされていた。刑事事件専門の弁護士で、新進気鋭の人権派弁護士として一躍マスコミの寵児となったが、重度の糖尿病で弁論の最中に倒れ、飯能市立医療センターに入院中の身だった。
嵯峨島 ナツオ（さがしま ナツオ）
父親・辰哉と2人暮らし。母親が出て行った日以降、辰哉から毎日のように性的虐待を受けている。
鈴置 美香（すずおき みか）
ナツオが12歳の時に近所に引っ越してきた3つ下の髪の長い女の子。顔も鼻も口も小さいが、目だけはくりくりとして大きい。ナツオに懐く。

## テレビドラマ
関西テレビが動画配信サービスU-NEXTとタッグを組み『このミス』大賞作品をドラマ化する『このミス』大賞ドラマシリーズの第4弾として制作。主演は工藤阿須加。2020年1月10日より2月28日まで、カンテレの「カンテレドラマらぼ」枠で毎週金曜（木曜深夜）0時25分 - 0時55分に放送された。金曜日10時よりU-NEXTで配信される。全8話。

### キャスト
- 古手川和也 - 工藤阿須加[9]
- 渡瀬 - 鶴見辰吾[8]
- 有働さゆり - 野波麻帆[10]
- 当真勝雄 - 前田航基[10]
- 尾上善二 - 水澤紳吾[10]
- 北村智充 - 永岡佑[11]
- 宮内健 - 希志真ロイ[11]
- 東江結月 - 堺小春[11]
- 光崎藤次郎 - 吉澤健[11]
- 有働真人 - 黒川想矢[11]
- 御前崎宗孝 - 嶋田久作[10]

#### ゲスト
第1話
- 桂木禎一 - 落合モトキ

第4話
- シューズショップ店員 - 佐藤二朗

### スタッフ
- 監督 - 熊澤尚人
- 原作 - 中山七里『連続殺人鬼カエル男』（宝島社刊）
- 脚本 - まなべゆきこ
- 撮影 - 戸田義久
- 照明 - 中村晋平
- 録音 - 滝澤修
- 美術 - 金勝浩一
- 助監督 - 高土浩二
- 編集 - 増田嵩之
- 音楽 - 安川午朗
- 主題歌 - Qyoto『遥か先のX-DAY』（ソニー・ミュージックレーベルズ）[13]
- 挿入歌 - Qyoto『淡すぎる期待と苦すぎる誓い』（ソニー・ミュージックレーベルズ）
- 製作 - 堤天心、岡田美穂
- 企画 - 宮本敬、小寺健太、柳原祥広
- プロデューサー - 池田篤史、林絵理、岩本勤
- 制作協力 - コクーン
- 制作著作 - U-NEXT、カンテレ

### 放送日程
| 話数   | 放送日  | サブタイトル |
| ------ | ------- | ------------ |
| 第1話  | 1月10日 | 吊ルス       |
| 第2話  | 1月17日 | 潰ス         |
| 第3話  | 1月24日 | 過去         |
| 第4話  | 1月31日 | 解剖スル     |
| 第5話  | 2月07日 | 焼ク         |
| 第6話  | 2月14日 | 暴レル       |
| 第7話  | 2月21日 | 解ケル       |
| 最終話 | 2月28日 | 告ゲル       |

### 放送局
| 放送期間                 | 放送時間                     | 放送局         | 対象地域   | 備考   |
| ------------------------ | ---------------------------- | -------------- | ---------- | ------ |
| 2020年01月10日 - 2月28日 | 金曜 0:25 - 0:55（木曜深夜） | 関西テレビ放送 | 近畿広域圏 | 製作局 |
| 2020年02月05日 - 3月25日 | 水曜 0:35 - 1:05（火曜深夜） | 富山テレビ放送 | 富山県     |        |

| 関西テレビ カンテレドラマらぼ                          | 関西テレビ カンテレドラマらぼ                     | 関西テレビ カンテレドラマらぼ                               |
| 前番組                                                 | 番組名                                            | 次番組                                                      |
| ------------------------------------------------------ | ------------------------------------------------- | ----------------------------------------------------------- |
| 『このミス』大賞ドラマシリーズ 死亡フラグが立ちました! | 『このミス』大賞ドラマシリーズ 連続殺人鬼カエル男 | 『このミス』大賞ドラマシリーズ そして、ユリコは一人になった |